# 约翰福音第3章第16节
《约翰福音》第3章第16节是全聖經被引用最多的一段《圣经》经文，也是最著名的一段。它被称为“简而言之的福音”，因为它以最短的话讲述了基督教最基本的教义：
|                                       | 神爱世人，甚至将他的独生子赐给他们，叫一切信他的，不至灭亡，反得永生。 |
| ——《約翰福音》第3章第16节参（和合本） |                                                                        |

|                                     | 天主竟這樣愛了世界，甚至賜下了自己的獨生子，使凡信他的人不至喪亡，反而獲得永生。 |
| ——《若望福音》第3章第16节（思高本） |                                                                                  |

## 希腊语原文
|  |  |  |

## 汉语譯文
以下列出一部分文言文及白話文聖經譯本的翻譯。有的譯文原本用舊式標點，這裡改用現代標點。
| 譯本                | 譯文                                                                                     |
| 文言文譯本          | 文言文譯本                                                                               |
| ------------------- | ---------------------------------------------------------------------------------------- |
| 文理和合本          | 蓋上帝愛世，至賜其獨生子，俾凡信之者，免淪亡而有永生。                                   |
| 馬殊曼譯本          | 蓋神愛世，致賜己獨子，使凡信之者不致沉淪，乃得常生也。                                   |
| 馬禮遜神天聖書      | 蓋神愛世，致賜己獨子，使凡信之者不致沉忘，乃得永常生也。                                 |
| 委辦譯本            | 蓋上帝以獨生之子賜世，俾信之者免沉淪而得永生，其愛世如此。                               |
| 東正教新遺詔聖經    | 因天主愛世，至以獨一子賜之，俾凡信之者，免沉淪得常生。                                   |
| 施約瑟淺文理譯本    | 蓋上帝愛世，至以獨生子賜之，使凡信之者，免沉淪而得永生。                                 |
| 吳經熊新經全集      | 夫天主不惜以其惟一聖子賜之於世，俾凡信之者，得免淪亡，而獲永生，是其愛世之篤。為何如乎？ |
| 白話文譯本          |                                                                                          |
| 國語和合本          | 神愛世人，甚至將他的獨生子賜給他們，叫一切信他的，不至滅亡，反得永生。                   |
| 新標點和合本 上帝版 | 上帝愛世人，甚至將他的獨生子賜給他們，叫一切信他的，不致滅亡，反得永生。                 |
| 和合本修訂版        | 神愛世人，甚至將他獨一的兒子賜給他們，叫一切信他的人不致滅亡，反得永生。                 |
| 施約瑟官話譯本      | 上帝憐愛世人，甚至將獨生子賜給他們，叫凡信他的不致滅亡，必得永生。                       |
| 思高譯本            | 天主竟這樣愛了世界，甚至賜下了自己的獨生子，使凡信他的人不至喪亡，反而獲得永生。         |
| 呂振中譯本          | 上帝這樣地愛世人，甚至賜下獨生子，使一切信他的人都不滅亡、而得永生。                     |
| 蕭鐵笛譯本          | 神深愛這世界，甚至將祂的獨生子賜下，使信服祂的人不遭滅亡，反得永恆的生命。               |
| 聖經恢復本          | 神愛世人，甚至將祂的獨生子賜給他們，叫一切信入祂的，不至滅亡，反得永遠的生命。           |
| 現代中文譯本        | 上帝那麼愛世人，甚至賜下他的獨子，要使所有信他的人不致滅亡，反得永恆的生命。             |

## 相關釋義经文
|                                               | 因為神差他的兒子降世，不是要定世人的罪（或作審判世人），乃是要叫世人因他得救。信他的人，不被定罪；不信的人，罪已經定了，因為他不信神獨生子的名。光來到世間，世人因自己的行為是惡的，不愛光倒愛黑暗，定他們的罪就是在此。凡作惡的便恨光，並不來就光，恐怕他的行為受責備。但行真理的必來就光，要顯明他所行的是靠神而行。 |
| ——《約翰福音》第3章第17节至第21节参（和合本） | |

|                                              | 文士和法利赛人带着一个行淫时被拿的妇人来，叫她站在当中。就对耶稣说，夫子，这妇人是正行淫之时被拿的。摩西在律法上所吩咐我们，把这样的妇人用石头打死。你说该把他怎么样呢。他们说这话，乃试探耶稣，要得着告他的把柄。耶稣却弯着腰用指头在地上画字。他们还是不住的问他，耶稣就直起腰来，对他们说：你们中间谁是没有罪的，谁就可以先拿石头打他。于是又弯着腰用指头在地上画字。他们听见这话，就从老到少一个一个的都出去了。只剩下耶稣一人，还有那妇人仍然站在当中。耶稣就直起腰来，对他说：「妇人，那些人在哪里呢？没有人定你的罪么？」她说：「主啊，没有。」耶稣说：「我也不定你的罪，去吧，从此不要再犯罪了。」耶稣又对众人说：「我是世界的光：跟从我的，就不在黑暗里走，必要得着生命的光。」 |
| ——《約翰福音》第8章第3节至第12节参（和合本） | |

|                                            | 你这论断人的，无论你是谁，也无可推诿，你在什么事上论断人，就在什么事上定自己的罪。因你这论断人的，自己所行却和别人一样。我们知道这样行的人，神必照真理审判他。你这人哪，你论断行这样事的人，自己所行的却和别人一样，你以为能逃脱神的审判么。还是你藐视他丰富的恩慈、宽容、忍耐，不晓得他的恩慈是领你悔改呢？你竟任着你刚硬不悔改的心，为自己积蓄忿怒，以致神震怒，显他公义审判的日子来到。他必照各人的行为报应各人。凡恒心行善，寻求荣耀尊贵，和不能朽坏之福的，就以永生报应他们。惟有结党不顺从真理，反顺从不义的，就以忿怒恼恨报应他们。将患难、困苦、加给一切作恶的人，先是犹太人，后是希利尼人。却将荣耀、尊贵、平安加给一切行善的人，先是犹太人、后是希利尼人。因为神不偏待人。凡没有律法犯了罪的，也必不按律法灭亡。凡在律法以下犯了罪的，也必按律法受审判（原来在神面前，不是听律法的为义，乃是行律法的称义。没有律法的外邦人，若顺着本性行律法上的事，他们虽然没有律法，自己就是自己的律法。这是显出律法的功用刻在他们心里，他们是非之心同作见证，并且他们的思念互相较量，或以为是，或以为非） |
| ——《羅馬書》第2章第1节至第15节参（和合本） | |

|                                       | 我就是道路、真理、生命。若不借着我，没有人能到父那里去。 |
| ——《約翰福音》第14章第6节参（和合本） |                                                          |

|                                        | 因为只有一位神，在神和人中间，只有一位中保，乃是降世为人的基督耶稣。 |
| ——《提摩太前書》第2章第5节参（和合本） |                                                                      |

|                                       | 除他以外，别无拯救；因为在天下人间，没有赐下别的名，我们可以靠着得救。 |
| ——《使徒行傳》第4章第12节参（和合本） |                                                                        |